# Börstidningen
Börstidningen. var ett organ för handel, industri och sjöfart samt bank- och försäkringsväsende från 1888 kom ut  5 januari 1889 till 17 november 1900. Fullständiga titeln var Börstidningen /organ för Handel, Industri samt Sjöfart samt Bank och Försäkringsväsende. Tidningen började med  Tillkännagifvande om tidningens utkommande, som gavs ut 13 juni 1888  för att bibehålla utgivningsbevisets gällande kraft totalt kom 3 provnummer ut  13 juni, 21 november 12 december 1888.

## Redaktion
Redaktionsort var Stockholm  adress Gamla Kungsholmsbrogatan 26. Tidningen gavs ut och redigerades av filosofie doktor Per Vilhelm Kôersner, som 19 maj 1888  erhöll utgivningsbevis för tidningen, död 28 juli 1900, Därefter fick  e. o. hovrättsnotarien Gustaf Albert Kôersner utgivningsbevis 31 juli 1900 och Gunnar Hægerstolpe 10 oktober 1900. Per Vilhelm Kôersners avsikt att utge tidningen 1892 i två veckoupplagor onsdag och lördag som han 21 december 1891 erhållit utgivningsbevis för, kom ej till verkställighet i följd av generalpoststyrelsens vägran att expediera tidningen under dessa titlar. Redaktionssekreterare  var C.M. Rosenberg t. o. m.  februari 1889 och  L.A. Ahlgren från mars 1889  till juni 1891 juni och därefter Gunnar Hægerstolpe som redigerade tidningen från 29 juli 1900 till 17 november. Med tidningen följde såsom gratisbilagor: Börstidningens Offertblad 1 juni 1895 till 28 december 1895 och Försäkringstidningen 15 januari 1898 till 30 december 1899. Utgivningsfrekvens var onsdagar 1888 till 1889 och sedan 2 dagar, onsdag och lördag till 17 november 1900.
| Period                 | Ansvarig utgivare           | Titel                            | Period                 | Redaktör          |
| 1888-05-19--1900-07-30 | Kôersner, Per Vilhelm       | filosofie doktorn                | 1900-01-03--1900-07-28 | Kôersner, Vilhelm |
| 1900-07-31--1900-10-09 | Kôersner, Gustaf Albert     | extra ordinarie hofrättsnotarien | 1900-08-01--1900-11-17 | ingen uppgift     |
| 1900-10-10--1900-11-17 | Haegerstolpe, Gunnar August | redaktionssekreteraren           |                        |                   |

## Tryckning
Förlag var Kôersners förlagsaktiebolag i Stockholm enligt tidningen 1 augusti 1900. Tidningen trycktes hus Svanbäcks boktryckeriaktiebolag t. o. m. 4 november 1891 sedan på Kôersners boktryckeri 7 november 1891 till 1 februari 1893 därefter Kôersners boktryckeriaktiebolag. Typsnitt var antikva och enda färgen svart.. Satsytan var 51x37 cm. Tidningen hade 4 sidor hela utgivningen i Folio med 6-spalter  satsyta 48 till 51,3 x 36,5 cm. Bilaga gavs ut oregelbundet 1888-1900 förutom de ovan nämnda namngivna.